# Szyleksza
Szyleksza (ros. Шилекша) – wieś (sieło) w Rosji, w obwodzie iwanowskim, w rejonie kinieszemskim. W 2010 liczyła 441 mieszkańców.